# خرده‌قرص
خرده قرص‌ها (به انگلیسی: Debris disk) گونه‌ای از قرص پیرا-ستاره‌ای هستند که بیشتر در اطراف ستارگان پیر یافت می‌شوند و باقی‌مانده گرد و غبار و گازهایی هستند که روزگاری در اطراف ستاره‌ای جوان در حال چرخش بودند. با جذب مواد قرص توسط ستاره در طولانی مدت تنها خرده‌هایی از غبار و سنگ و مقادیری بسیار اندک از گاز باقی می‌ماند که گاهی به شکل حلقه‌هایی نمودار می‌شوند.